# Girl A
『Girl A』（ガール エー）は、[Alexandros]の楽曲。通算11枚目のシングルとして、2015年12月2日にユニバーサルミュージックから発売された。

## 制作
この楽曲は、関西テレビ・フジテレビ系ドラマ『サイレーン 刑事×彼女×完全悪女』制作サイドのオファーにより、同ドラマのオープニング曲として書き下ろされた。既存する楽曲の提供が当初の予定であったが、同バンドの楽曲の作詞・曲をほぼ全て担当する川上洋平が原作および台本を読むことで「これはもっとズッシリと轟くような重低音とヒンヤリした刺激的なビートが必要なんじゃないか？」と考え、この楽曲の制作に至った。
歌詞は作品の登場人物「橘カラ」の視点から「もし僕が彼女だったら」、「ふいに視界に入ったきれいな朝焼け空、彼女の目にどう映るだろう」というイメージから作詞された。

## リリース
前作「ワタリドリ/Dracula La」より約9か月ぶりのシングルである。シングルのカップリングは、新曲「In your face」と、2015年7月に日本武道館で行われた自身のライブ「Premium V.I.P Party」より「Leaving Grapefruits」のライブ音源が収録されている。

## 収録曲

### CD
| 全作詞・作曲: 川上洋平、全編曲: [Alexandros]。 |                                                                                           |          |            |      |
| #                                              | タイトル                                                                                  | 作詞     | 作曲・編曲 | 時間 |
| 1.                                             | 「Girl A」(関西テレビ・フジテレビ系ドラマ『サイレーン 刑事×彼女×完全悪女』オープニング曲) | 川上洋平 | 川上洋平   | 2:54 |
| 2.                                             | 「In your face」(訳詞：戸田よぺ子)                                                        | 川上洋平 | 川上洋平   | 4:36 |
| 3.                                             | 「Leaving Grapefruits (live at Nippon Budokan 2015.7.17)」(訳詞：戸田よぺ子)              | 川上洋平 | 川上洋平   | 4:25 |
| 合計時間:                                      | 合計時間:                                                                                 | 11:55    |            |      |

### DVD（初回限定盤のみ）
「free live Back in Yoyogi Park! 2015.6.17」
1. Burger Queen
2. close
3. For Freedom
4. close
5. Run Away
6. close
7. Famous Day
8. close
9. ワタリドリ
10. close
11. spy